# Comet (België)
Comet is een historisch Belgisch merk van motorfietsen
Ze werden geproduceerd door Comet Motors in Brussel van 1949 tot 1951.
Dit kleine bedrijfje produceerde fietsen en tandems met een 63cc-tweetakthulpmotortje dat in de naaf van het achterwiel was gemonteerd en geleverd werd door de Société des Ateliers Hanrez.
Er waren meer merken met de naam Comet: zie Comet (Bologna) - Comet (Londen) - Comet (Milwaukee) - Comet (Minneapolis).